# Tretocoris grandis
Tretocoris grandis är en insektsart som beskrevs av Robert L. Usinger och Ryuichi Matsuda 1959. Tretocoris grandis ingår i släktet Tretocoris och familjen barkskinnbaggar. Inga underarter finns listade i Catalogue of Life.